# 出石磁器トリエンナーレ
出石磁器トリエンナーレ（いずしじきトリエンナーレ）は兵庫県豊岡市出石地域で3年おきに開催される全国唯一の磁器だけを対象とする公募展である。
1994年の「但馬・理想の都の祭典」で、出石焼の伝統がある出石地域にて開催された磁器の全国公募展がはじまりでそれを第1回として以来、磁器芸術の振興と作家の育成のために3年に一度のトリエンナーレ方式で開催される。作品は全国から寄せられており、海外からの参加者も多い。第1回（1994年）からの第5回（2006年）まで開催され、次回は未定である。
展覧会会場は伊藤清永美術館で、展覧会終了後の入賞作品の展示は明治館で行われる。

## 主催・後援
- 主催 - 豊岡市、読売新聞社、読売テレビ
- 後援 - 文化庁、兵庫県、兵庫陶芸美術館、NHK神戸放送局、出石陶砿協同組合
- 事務局 - 豊岡市教育委員会 出石分室内 出石磁器トリエンナーレ事務局（〒668-0292 兵庫県豊岡市出石町内町1番地）